# 戈爾登瓦利縣 (蒙大拿州)
戈爾登瓦利縣（英語：Golden Valley County）是美國蒙大拿州中南部的一個縣。面積3,047平方公里。根据美國2000年人口普查，共有人口1,042人。治所拉伊蓋特（Ryegate）。
成立於1920年10月4日。縣名的意思是「黃金谷地」，是用來吸引拓荒者之用。